# 合阳县
合阳县是中国陕西省渭南市所辖的一个县，地处关中平原东北处，黄河之西，区域总面积为1127平方公里，常住人口約37万人。

## 历史
秦国惠文八年（前330年）魏献西河之地于秦，秦置“合阳邑”，上属内史郡。西汉景帝二年（前155年）改“合”为“郃”，始设“郃阳县”，以在郃水之阳得名，属内史郡。1964年复改合阳县。

## 人口
2020年末，渭南市第七次全国人口普查公报显示：合阳县常住人口为360683人，男性人口占比49.82%，女性人口占比50.18%，年龄结构中0-14岁占比16.14%，15-59岁占比58.91%，60岁以上占比24.95%，65岁以上占比17.11%。

## 地理
合阳县东部与山西省临猗县以黄河为界隔河相望，西边与澄城县隔大峪河相接，南部与大荔县相邻，北部与黄龙县、韩城市连接。全县南北长约41.8公里，东西宽约35.6公里，总面积共计约1341.46平方公里。距陕西省省会西安市直线距离约154公里，距渭南市政府驻地直线距离约120公里。
合阳地形地貌呈阶梯地形，从东南到西北渐渐升高，全县海拔在342到1543.2米之间。全县土地中，耕地面积约占93.2万亩。地貌类型依次是河谷阶地、黄土台塬以及低中山，其中，塬面约占65.6%，沟壑约占18.2%，向来有"一山一滩川，二沟六分原"之说法。
合阳县的气候类别为暖温带半干旱形大陆季风气候，特征为光热丰富，降水较少，气候变化多，干湿季分明，灾害较频繁等等。在春季，因为海洋暖气团势力开始变强，气温渐渐升高，少雨且干旱，冷热不定且风霜多现。在夏季，受到太平洋副热带气团的影响，气温是最高的，常有暴雨，酷热且常见伏旱。在秋季，冷暖气团会轮番出现，气温凉爽且多变，昼热夜凉且多为阴雨连绵。在冬季，受内蒙古及周围一带冷高压气团所控制，气温低且雪雨少，晴冷干旱，常现严寒。总体上，冬夏期比春秋期长。

## 行政区划
合阳县下辖1个街道办事处、11个镇：
城关街道、甘井镇、坊镇、洽川镇、新池镇、黑池镇、路井镇、和家庄镇、王村镇、同家庄镇、百良镇和金峪镇。

## 交通
- 342国道过境。

## 旅游
合阳境内有黄河流域最大湖泊湿地洽川国家重点风景名胜区；又有入水不沉、泉涌沙动、如绸拂身的华夏绝景瀵泉；还有三教合一的福山、灵泉居民古建、武帝仙山、千佛洞、青石殿、百良塔、尊经阁等文化景观。

### 梁山
横亘于合阳和黄龙交界处的梁山，其最高峰磨镰峰海拔高度为1543.8米，是风景名胜区。一般情况下，所述的梁山其实是指梁山东峰，即小飞峰。现金，山腰大佛殿遗址仍然在世，伫立着的石柱以及精美的雕塑都能够说明其历史之源远流长、昔日之繁荣。在2000年夏日，附近居民在清理山腰的红宝塔塔基时，发现了十余尊佛雕。经过相关文物专家鉴定，是宋代所雕的雕塑，至今栩栩如生。
武帝山为梁山之西峰，其峰顶建有汉武帝祠，因而得名。武帝祠现存献殿实为民国初年所重修的，历史上明万历四年所建的献殿和正殿被焚毁于一次火灾。于1998年春日，当地居民自发的投工捐料，重新修葺了南天门和献殿，并重塑了武帝像，对上山道路也进行了进一步的整修。武帝山翠柏苍苍莽莽，古柏古树很多，比如武帝祠之东的一株古柏，粗需多人环绕，在远处望，就如同蹲狮，由此得名“狮子柏”。

## 小吃
- 合阳踅面，食用方便且味美价廉，凭借此成为了合阳“第一小吃”，可以称得上是陕西合阳独有的地方风味食品。合阳踅面由七成荞面与三成小麦面混合制成。食用起来虽然方便，但制作过程却比较复杂繁琐，要求同样也比较严格。工序依次为磨面、和面、摊面、切面、下面共计五道。通常情况下，是使用红薯粉面来作鱼粉的，这因为合阳盛产优质红薯，口感干甜纯正适口，因而成为了制作粉鱼的最佳原料。[9]